# Litvánia a 2004. évi nyári olimpiai játékokon
Litvánia a görögországi Athénban megrendezett 2004. évi nyári olimpiai játékok egyik részt vevő nemzete volt. Az országot az olimpián 13 sportágban 59 sportoló képviselte, akik összesen 3 érmet szereztek.

## Érmesek
| Érem  | Versenyző              | Sportág  | Versenyszám         |
| ----- | ---------------------- | -------- | ------------------- |
| Arany | Virgilijus Alekna      | Atlétika | Férfi diszkoszvetés |
| Ezüst | Austra Skujytė         | Atlétika | Női hétpróba        |
| Ezüst | Andrejus Zadneprovskis | Öttusa   | Férfi egyéni        |

## Atlétika
Férfi
| Versenyző                | Versenyszám     | Előfutam | Előfutam | Előfutam | Elődöntő | Elődöntő | Elődöntő | Döntő   | Döntő    |
| Versenyző                | Versenyszám     | Idő      | Hely.    | Össz.    | Idő      | Hely.    | Össz.    | Idő     | Helyezés |
| ------------------------ | --------------- | -------- | -------- | -------- | -------- | -------- | -------- | ------- | -------- |
| Mindaugas Norbutas       | 800 m           | 1:47,38  | 6.       | 40.      | kiesett  | kiesett  | kiesett  | kiesett | kiesett  |
| Mindaugas Pukštas        | Maraton         |          |          |          |          |          |          | 2:33:02 | 74.      |
| Gintaras Andriuškevičius | 20 km gyaloglás |          |          |          |          |          |          | 1:27:56 | 28.      |
| Daugvinas Zujus          | 50 km gyaloglás |          |          |          |          |          |          | 4:09:41 | 30.      |

| Versenyző         | Versenyszám   | Selejtező | Selejtező | Döntő    | Döntő    |
| Versenyző         | Versenyszám   | Eredmény  | Helyezés  | Eredmény | Helyezés |
| ----------------- | ------------- | --------- | --------- | -------- | -------- |
| Virgilijus Alekna | Diszkoszvetés | 67,79 m   | 1.        | 69,89 m  |          |

Női
| Versenyző               | Versenyszám     | Előfutam | Előfutam | Előfutam | Negyeddöntő | Negyeddöntő | Negyeddöntő | Elődöntő | Elődöntő | Elődöntő | Döntő   | Döntő    |
| Versenyző               | Versenyszám     | Idő      | Hely.    | Össz.    | Idő         | Hely.       | Össz.       | Idő      | Hely.    | Össz.    | Idő     | Helyezés |
| ----------------------- | --------------- | -------- | -------- | -------- | ----------- | ----------- | ----------- | -------- | -------- | -------- | ------- | -------- |
| Agnė Visockaitė-Eggerth | 100 m           | 11,44    | 5.       | 32.      | kiesett     | kiesett     | kiesett     | kiesett  | kiesett  | kiesett  | kiesett | kiesett  |
| Živilė Balčiünaité      | Maraton         |          |          |          |             |             |             |          |          |          | 2:35:01 | 14.      |
| Inga Juodeškienė        | Maraton         |          |          |          |             |             |             |          |          |          | 3:09:18 | 63.      |
| Sonata Milušauskaitė    | 20 km gyaloglás |          |          |          |             |             |             |          |          |          | 1:33:36 | 23.      |
| Kristina Saltanovič     | 20 km gyaloglás |          |          |          |             |             |             |          |          |          | 1:32:22 | 19.      |

| Versenyző          | Versenyszám   | Selejtező | Selejtező | Döntő    | Döntő    |
| Versenyző          | Versenyszám   | Eredmény  | Helyezés  | Eredmény | Helyezés |
| ------------------ | ------------- | --------- | --------- | -------- | -------- |
| Rita Ramanauskaitė | Gerelyhajítás | 55,17 m   | 31.       | kiesett  | kiesett  |

| Versenyző      | Versenyszám | 100 m gát | 100 m gát | Magasugrás | Magasugrás | Súlylökés | Súlylökés | 200 m | 200 m | Távolugrás | Távolugrás | Gerelyhajítás | Gerelyhajítás | 800 m   | 800 m | Végeredmény | Végeredmény |
| Versenyző      | Versenyszám | Idő       | Pont      | Eredmény   | Pont       | Eredmény  | Pont      | Idő   | Pont  | Eredmény   | Pont       | Eredmény      | Pont          | Idő     | Pont  | Pont        | Helyezés    |
| -------------- | ----------- | --------- | --------- | ---------- | ---------- | --------- | --------- | ----- | ----- | ---------- | ---------- | ------------- | ------------- | ------- | ----- | ----------- | ----------- |
| Austra Skujytė | Hétpróba    | 14,03     | 974       | 176 cm     | 928        | 16,40 m   | 955       | 24,82 | 903   | 630 cm     | 943        | 49,58 m       | 852           | 2:15,92 | 880   | 6435        |             |

* - egy másik versenyzővel azonos időt ért el

## Birkózás

### Férfi
Kötöttfogású
| Versenyző           | Versenyszám | Csoportkör                                                                                       | Csoportkör | Negyeddöntő       | Elődöntő          | Bronz- mérkőzés   | Döntő             | Helyezés |
| Versenyző           | Versenyszám | Ellenfél Eredmény                                                                                | Hely.      | Ellenfél Eredmény | Ellenfél Eredmény | Ellenfél Eredmény | Ellenfél Eredmény | Helyezés |
| ------------------- | ----------- | ------------------------------------------------------------------------------------------------ | ---------- | ----------------- | ----------------- | ----------------- | ----------------- | -------- |
| Svajūnas Adomaitis  | 55 kg       | C csoport · Irakli Csocsua (GEO) · 1-3 · Ercan Yıldız (TUR) · 1-3                                | 3.         | kiesett           | kiesett           | kiesett           | kiesett           | 16.      |
| Mindaugas Ežerskis  | 96 kg       | D csoport · Petru Sudureac (ROU) · 3-1 · Maszud Hásemzáde (IRI) · TUS                            | 2.         | kiesett           | kiesett           | kiesett           | kiesett           | 13.      |
| Mindaugas Mizgaitis | 120 kg      | F csoport · Rulon Gardner (USA) · 0-3 · Szergej Murejko (BUL) · 1-2 · Marek Mikulski (POL) · 3-0 | 3.         | kiesett           | kiesett           | kiesett           | kiesett           | 11.      |

## Cselgáncs
Férfi
| Versenyző     | Versenyszám | Selejtező                      | 32-es főtábla     | Nyolcaddöntő      | Negyeddöntő       | Elődöntő          | Vigaszág első kör | Vigaszág negyeddöntő | Vigaszág elődöntő | Bronz- mérkőzés   | Döntő             | Helyezés    |
| Versenyző     | Versenyszám | Ellenfél Eredmény              | Ellenfél Eredmény | Ellenfél Eredmény | Ellenfél Eredmény | Ellenfél Eredmény | Ellenfél Eredmény | Ellenfél Eredmény    | Ellenfél Eredmény | Ellenfél Eredmény | Ellenfél Eredmény | Helyezés    |
| ------------- | ----------- | ------------------------------ | ----------------- | ----------------- | ----------------- | ----------------- | ----------------- | -------------------- | ----------------- | ----------------- | ----------------- | ----------- |
| Albert Techov | Légsúly     | Gal Jekutiel (ISR) · 0000-0101 | kiesett           | kiesett           | kiesett           | kiesett           |                   |                      |                   |                   |                   | helyezetlen |

## Evezés
Férfi
| Versenyző                          | Versenyszám  | Előfutam | Előfutam | Vigaszág | Vigaszág | Elődöntő | Elődöntő | Elődöntő | Döntő   | Döntő   | Döntő   | Helyezés    |
| Versenyző                          | Versenyszám  | Idő      | Hely.    | Idő      | Hely.    | Típus    | Idő      | Hely.    | Típus   | Idő     | Hely.   | Helyezés    |
| ---------------------------------- | ------------ | -------- | -------- | -------- | -------- | -------- | -------- | -------- | ------- | ------- | ------- | ----------- |
| Kęstutis Keblys Einaras Šiaudvytis | Kétpárevezős | 7:07,13  | 4.       | 6:24,56  | 5.       | kiesett  | kiesett  | kiesett  | kiesett | kiesett | kiesett | helyezetlen |

## Kajak-kenu

### Síkvízi
Férfi
| Versenyző                          | Versenyszám        | Előfutam | Előfutam | Előfutam | Elődöntő | Elődöntő | Elődöntő | Döntő    | Döntő    |
| Versenyző                          | Versenyszám        | Idő      | Hely.    | Össz.    | Idő      | Hely.    | Össz.    | Idő      | Helyezés |
| ---------------------------------- | ------------------ | -------- | -------- | -------- | -------- | -------- | -------- | -------- | -------- |
| Alvydas Duonėla                    | Kajak egyes 500 m  | 1:40,365 | 3.       | 16.      | 1:40,253 | 4.       | 8.       | kiesett  | kiesett  |
| Romualdas Petrukanecas             | Kajak egyes 1000 m | 3:37,758 | 7.       | 19.      | 3:39,493 | 9.       | 16.      | kiesett  | kiesett  |
| Alvydas Duonėla Egidijus Balčiūnas | Kajak kettes 500 m | 1:30,521 | 2.       | 5.       | 1:30,270 | 1.       | 1.       | 1:29,868 | 7.       |

## Kerékpározás

### Országúti kerékpározás
Női
| Versenyző             | Versenyszám   | Idő                 | Helyezés |
| --------------------- | ------------- | ------------------- | -------- |
| Jolanta Polikevičiūtė | Mezőnyverseny | 3:25:42 (+1:18)     | 31.      |
| Rasa Polikevičiūtė    | Mezőnyverseny | 3:25:42 (+1:18)     | 29.      |
| Rasa Polikevičiūtė    | Időfutam      | 34:34,48 (+3:22,95) | 23.      |
| Edita Pučinskaitė     | Időfutam      | 32:42,12 (+1:30,59) | 10.      |
| Edita Pučinskaitė     | Mezőnyverseny | 3:25:10 (+0:46)     | 9.       |

### Pálya-kerékpározás
Sprintversenyek
| Versenyző          | Versenyszám       | Selejtező | Selejtező | 1. forduló                             | Vigaszág               | Vigaszág | 9–12. helyért          | 9–12. helyért | Negyeddöntő                                    | 5–8. helyért                                                                      | 5–8. helyért | Elődöntő             | Döntő                | Helyezés |
| Versenyző          | Versenyszám       | Idő       | Hely.     | Ellenfél Győztes idő                   | Ellenfelek Győztes idő | Hely.    | Ellenfelek Győztes idő | Hely.         | Ellenfél Győztes idő                           | Ellenfelek Győztes idő                                                            | Hely.        | Ellenfél Győztes idő | Ellenfél Győztes idő | Helyezés |
| ------------------ | ----------------- | --------- | --------- | -------------------------------------- | ---------------------- | -------- | ---------------------- | ------------- | ---------------------------------------------- | --------------------------------------------------------------------------------- | ------------ | -------------------- | -------------------- | -------- |
| Simona Krupeckaitė | Női egyéni sprint | 11,430    | 6.        | Szvetlana Grankovszkaja (RUS) · 11,872 |                        |          |                        |               | Tamila Abaszova (RUS) · 11,993, 12,632, 11,914 | Natallja Cilinszkaja (BLR) · Katrin Meinke (GER) · Daniela Larreal (VEN) · 12,457 | 3.           |                      |                      | 7.       |

Üldözőversenyek
| Versenyző                                                                                  | Versenyszám                | Selejtező | Selejtező | Elődöntő                                                                                 | Elődöntő      | Elődöntő | Döntő        | Döntő     | Döntő    |
| Versenyző                                                                                  | Versenyszám                | Idő       | Hely.     | Ellenfél Idő                                                                             | Saját idő     | Hely.    | Ellenfél Idő | Saját idő | Helyezés |
| ------------------------------------------------------------------------------------------ | -------------------------- | --------- | --------- | ---------------------------------------------------------------------------------------- | ------------- | -------- | ------------ | --------- | -------- |
| Linas Balčiūnas                                                                            | Férfi egyéni üldözőverseny | 4:22,392  | 9.        | kiesett                                                                                  | kiesett       | kiesett  | kiesett      | kiesett   | kiesett  |
| Linas Balčiūnas Aivaras Baranauskas Ignatas Konovalovas Tomas Vaitkus Raimondas Vilčinskas | Férfi csapat üldözőverseny | 4:08,812  | 8.        | Ausztrália (AUS) · Graeme Brown · Brett Lancaster · Brad McGee · Luke Roberts · 3:56,610 | nem ért célba | 8.       | kiesett      | kiesett   | kiesett  |

Időfutam
| Név                | Versenyszám         | Idő    | Helyezés |
| ------------------ | ------------------- | ------ | -------- |
| Simona Krupeckaitė | Női egyéni időfutam | 34,317 | 4.       |

Pontversenyek
| Versenyző     | Versenyszám       | Pont          | Helyezés      |
| ------------- | ----------------- | ------------- | ------------- |
| Tomas Vaitkus | Férfi pontverseny | nem ért célba | nem ért célba |

## Kosárlabda

### Férfi

#### Eredmények
Csoportkör
B csoport
| Csapat                 | M | Gy | V | P+  | P–  | Pk   | P  |
| ---------------------- | - | -- | - | --- | --- | ---- | -- |
| Litvánia (LTU)         | 5 | 5  | 0 | 468 | 414 | +54  | 10 |
| Görögország (GRE)      | 5 | 3  | 2 | 389 | 343 | +46  | 8  |
| Puerto Rico (PUR)      | 5 | 3  | 2 | 410 | 411 | –1   | 8  |
| Egyesült Államok (USA) | 5 | 3  | 2 | 418 | 389 | +29  | 8  |
| Ausztrália (AUS)       | 5 | 1  | 4 | 383 | 411 | –28  | 6  |
| Angola (ANG)           | 5 | 0  | 5 | 321 | 421 | –100 | 5  |

| 2004. augusztus 15. 9:00 | Angola (ANG)                            | 73–78     | Litvánia (LTU)              | Helliniko Indoor Arena, Athén Nézőszám: 400 Játékvezetők: Chantal Julien (FRA), Ma Li Jun (CHN) |
| 2004. augusztus 15. 9:00 | (24–14, 8–14, 23–28, 18–22) Jegyzőkönyv |           |                             | Helliniko Indoor Arena, Athén Nézőszám: 400 Játékvezetők: Chantal Julien (FRA), Ma Li Jun (CHN) |
| 2004. augusztus 15. 9:00 | Lutonda 17                              | Pont      | Lavrinovič, E. Žukauskas 15 | Helliniko Indoor Arena, Athén Nézőszám: 400 Játékvezetők: Chantal Julien (FRA), Ma Li Jun (CHN) |
| 2004. augusztus 15. 9:00 | Lutonda 4                               | Lepattanó | E. Žukauskas 11             | Helliniko Indoor Arena, Athén Nézőszám: 400 Játékvezetők: Chantal Julien (FRA), Ma Li Jun (CHN) |
| 2004. augusztus 15. 9:00 | Lutonda 6                               | Gólpassz  | Jasikevičius 6              | Helliniko Indoor Arena, Athén Nézőszám: 400 Játékvezetők: Chantal Julien (FRA), Ma Li Jun (CHN) |

| 2004. augusztus 17. 14:30 | Litvánia (LTU)                           | 98–90     | Puerto Rico (PUR) | Helliniko Indoor Arena, Athén Nézőszám: 12 500 Játékvezetők: Pablo Estevez (ARG), Zoran Sutulović (SCG) |
| 2004. augusztus 17. 14:30 | (26–32, 23–12, 22–22, 27–24) Jegyzőkönyv |           |                   | Helliniko Indoor Arena, Athén Nézőszám: 12 500 Játékvezetők: Pablo Estevez (ARG), Zoran Sutulović (SCG) |
| 2004. augusztus 17. 14:30 | Šiškauskas 23                            | Pont      | Arroyo, Ayuso 25  | Helliniko Indoor Arena, Athén Nézőszám: 12 500 Játékvezetők: Pablo Estevez (ARG), Zoran Sutulović (SCG) |
| 2004. augusztus 17. 14:30 | E. Žukauskas 8                           | Lepattanó | Hourruitiner 6    | Helliniko Indoor Arena, Athén Nézőszám: 12 500 Játékvezetők: Pablo Estevez (ARG), Zoran Sutulović (SCG) |
| 2004. augusztus 17. 14:30 | Jasikevičius 7                           | Gólpassz  | Santiago 4        | Helliniko Indoor Arena, Athén Nézőszám: 12 500 Játékvezetők: Pablo Estevez (ARG), Zoran Sutulović (SCG) |

| 2004. augusztus 19. 22:15 | Görögország (GRE)                        | 76–98     | Litvánia (LTU)       | Helliniko Indoor Arena, Athén Nézőszám: 12 000 Játékvezetők: Renato Santos (BRA), Pablo Estevez (ARG) |
| 2004. augusztus 19. 22:15 | (10–28, 15–26, 19–22, 32–22) Jegyzőkönyv |           |                      | Helliniko Indoor Arena, Athén Nézőszám: 12 000 Játékvezetők: Renato Santos (BRA), Pablo Estevez (ARG) |
| 2004. augusztus 19. 22:15 | Zíszisz 18                               | Pont      | Šiškauskas 25        | Helliniko Indoor Arena, Athén Nézőszám: 12 000 Játékvezetők: Renato Santos (BRA), Pablo Estevez (ARG) |
| 2004. augusztus 19. 22:15 | Papanikoláu 7                            | Lepattanó | Javtokas, Songaila 5 | Helliniko Indoor Arena, Athén Nézőszám: 12 000 Játékvezetők: Renato Santos (BRA), Pablo Estevez (ARG) |
| 2004. augusztus 19. 22:15 | Papalukász 3                             | Gólpassz  | Jasikevičius 8       | Helliniko Indoor Arena, Athén Nézőszám: 12 000 Játékvezetők: Renato Santos (BRA), Pablo Estevez (ARG) |

| 2004. augusztus 21. 20:00 | Litvánia (LTU)                           | 94–90     | Egyesült Államok (USA) | Helliniko Indoor Arena, Athén Nézőszám: 12 000 Játékvezetők: Reynaldo Mercedes Sanchez (DOM), Zoran Sutulović (SCG) |
| 2004. augusztus 21. 20:00 | (23–26, 21–23, 23–20, 27–21) Jegyzőkönyv |           |                        | Helliniko Indoor Arena, Athén Nézőszám: 12 000 Játékvezetők: Reynaldo Mercedes Sanchez (DOM), Zoran Sutulović (SCG) |
| 2004. augusztus 21. 20:00 | Jasikevičius 28                          | Pont      | Jefferson 20           | Helliniko Indoor Arena, Athén Nézőszám: 12 000 Játékvezetők: Reynaldo Mercedes Sanchez (DOM), Zoran Sutulović (SCG) |
| 2004. augusztus 21. 20:00 | Štombergas 10                            | Lepattanó | Duncan 12              | Helliniko Indoor Arena, Athén Nézőszám: 12 000 Játékvezetők: Reynaldo Mercedes Sanchez (DOM), Zoran Sutulović (SCG) |
| 2004. augusztus 21. 20:00 | Jasikevičius 4                           | Gólpassz  | Marbury 3              | Helliniko Indoor Arena, Athén Nézőszám: 12 000 Játékvezetők: Reynaldo Mercedes Sanchez (DOM), Zoran Sutulović (SCG) |

| 2004. augusztus 23. 11:15 | Litvánia (LTU)                          | 100–85    | Ausztrália (AUS)  | Helliniko Indoor Arena, Athén Nézőszám: 7650 Játékvezetők: Vicente Bulto (ESP), Alejandro Chiti (ARG) |
| 2004. augusztus 23. 11:15 | (20–19, 32–9, 23–38, 25–19) Jegyzőkönyv |           |                   | Helliniko Indoor Arena, Athén Nézőszám: 7650 Játékvezetők: Vicente Bulto (ESP), Alejandro Chiti (ARG) |
| 2004. augusztus 23. 11:15 | Javtokas 23                             | Pont      | Bogut, Saville 21 | Helliniko Indoor Arena, Athén Nézőszám: 7650 Játékvezetők: Vicente Bulto (ESP), Alejandro Chiti (ARG) |
| 2004. augusztus 23. 11:15 | Javtokas 9                              | Lepattanó | Bogut 9           | Helliniko Indoor Arena, Athén Nézőszám: 7650 Játékvezetők: Vicente Bulto (ESP), Alejandro Chiti (ARG) |
| 2004. augusztus 23. 11:15 | Jasikevičius 4                          | Gólpassz  | Heal 3            | Helliniko Indoor Arena, Athén Nézőszám: 7650 Játékvezetők: Vicente Bulto (ESP), Alejandro Chiti (ARG) |

Negyeddöntő
| 2004. augusztus 26. 16:45 | Litvánia (LTU)                           | 95–75     | Kína (CHN)  | Olympic Indoor Hall, Athén Nézőszám: 14 500 Játékvezetők: Mike Homsy (CAN), Christos Christodoulou (GRE) |
| 2004. augusztus 26. 16:45 | (25–19, 28–18, 21–20, 21–18) Jegyzőkönyv |           |             | Olympic Indoor Hall, Athén Nézőszám: 14 500 Játékvezetők: Mike Homsy (CAN), Christos Christodoulou (GRE) |
| 2004. augusztus 26. 16:45 | Macijauskas 32                           | Pont      | Jao Ming 29 | Olympic Indoor Hall, Athén Nézőszám: 14 500 Játékvezetők: Mike Homsy (CAN), Christos Christodoulou (GRE) |
| 2004. augusztus 26. 16:45 | M. Žukauskas 8                           | Lepattanó | Jao Ming 11 | Olympic Indoor Hall, Athén Nézőszám: 14 500 Játékvezetők: Mike Homsy (CAN), Christos Christodoulou (GRE) |
| 2004. augusztus 26. 16:45 | Šiškauskas 4                             | Gólpassz  | Liu Vej 4   | Olympic Indoor Hall, Athén Nézőszám: 14 500 Játékvezetők: Mike Homsy (CAN), Christos Christodoulou (GRE) |

Elődöntő
| 2004. augusztus 27. 20:00 | Olaszország (ITA)                        | 100–91    | Litvánia (LTU) | Olympic Indoor Hall, Athén Nézőszám: 14 500 Játékvezetők: Reynaldo Mercedes Sanchez (DOM), Jose Carrion (PUR) |
| 2004. augusztus 27. 20:00 | (20–26, 29–17, 24–20, 27–28) Jegyzőkönyv |           |                | Olympic Indoor Hall, Athén Nézőszám: 14 500 Játékvezetők: Reynaldo Mercedes Sanchez (DOM), Jose Carrion (PUR) |
| 2004. augusztus 27. 20:00 | Basile 31                                | Pont      | Macijauskas 26 | Olympic Indoor Hall, Athén Nézőszám: 14 500 Játékvezetők: Reynaldo Mercedes Sanchez (DOM), Jose Carrion (PUR) |
| 2004. augusztus 27. 20:00 | Marconato 9                              | Lepattanó | Šiškauskas 7   | Olympic Indoor Hall, Athén Nézőszám: 14 500 Játékvezetők: Reynaldo Mercedes Sanchez (DOM), Jose Carrion (PUR) |
| 2004. augusztus 27. 20:00 | Marconato, Pozzecco 3                    | Gólpassz  | Jasikevičius 9 | Olympic Indoor Hall, Athén Nézőszám: 14 500 Játékvezetők: Reynaldo Mercedes Sanchez (DOM), Jose Carrion (PUR) |

Bronzmérkőzés
| 2004. augusztus 28. 20:00 | Litvánia (LTU)                           | 96–104    | Egyesült Államok (USA) | Olympic Indoor Hall, Athén Nézőszám: 14 500 Játékvezetők: Pablo Estevez (ARG), Giampaolo Cicoria (ITA) |
| 2004. augusztus 28. 20:00 | (24–24, 20–25, 27–25, 25–30) Jegyzőkönyv |           |                        | Olympic Indoor Hall, Athén Nézőszám: 14 500 Játékvezetők: Pablo Estevez (ARG), Giampaolo Cicoria (ITA) |
| 2004. augusztus 28. 20:00 | Macijauskas 24                           | Pont      | Marion 22              | Olympic Indoor Hall, Athén Nézőszám: 14 500 Játékvezetők: Pablo Estevez (ARG), Giampaolo Cicoria (ITA) |
| 2004. augusztus 28. 20:00 | Javtokas 6                               | Lepattanó | Duncan, Boozer 8       | Olympic Indoor Hall, Athén Nézőszám: 14 500 Játékvezetők: Pablo Estevez (ARG), Giampaolo Cicoria (ITA) |
| 2004. augusztus 28. 20:00 | Jasikevičius 4                           | Gólpassz  | Wade 6                 | Olympic Indoor Hall, Athén Nézőszám: 14 500 Játékvezetők: Pablo Estevez (ARG), Giampaolo Cicoria (ITA) |

| Csapat         | Helyezés |
| -------------- | -------- |
| Litvánia (LTU) | 4.       |

## Ökölvívás
| Versenyző           | Versenyszám     | Selejtező                      | Nyolcaddöntő                | Negyeddöntő                | Elődöntő          | Döntő             | Helyezés |
| Versenyző           | Versenyszám     | Ellenfél Eredmény              | Ellenfél Eredmény           | Ellenfél Eredmény          | Ellenfél Eredmény | Ellenfél Eredmény | Helyezés |
| ------------------- | --------------- | ------------------------------ | --------------------------- | -------------------------- | ----------------- | ----------------- | -------- |
| Rolandas Jasevičius | Váltósúly       | Aliasker Başirow (TKM) · 21-54 | kiesett                     | kiesett                    | kiesett           | kiesett           | 17.      |
| Jaroslavas Jakšto   | Szupernehézsúly |                                | Víctor Bisbal (PUR) · 26-17 | Mohammed Ali (EGY) · 11-19 | kiesett           | kiesett           | 5.       |

## Öttusa
| Versenyző              | Versenyszám | Lövészet | Lövészet | Lövészet | Vívás    | Vívás | Vívás | Úszás   | Úszás | Úszás | Lovaglás | Lovaglás | Lovaglás | Lovaglás | Futás    | Futás | Futás | Összesen    | Összesen |
| Versenyző              | Versenyszám | Pontszám | Pont     | Hely.    | Eredmény | Pont  | Hely. | Idő     | Pont  | Hely. | Idő      | Hibapont | Pont     | Hely.    | Idő      | Pont  | Hely. | Összes pont | Helyezés |
| ---------------------- | ----------- | -------- | -------- | -------- | -------- | ----- | ----- | ------- | ----- | ----- | -------- | -------- | -------- | -------- | -------- | ----- | ----- | ----------- | -------- |
| Edvinas Krungolcas     | Férfi       | 171      | 988      | 26.      | 16-15    | 832   | 11.** | 2:07,23 | 1276  | 12.   | 1:14,17  | 112      | 1088     | 15.      | 13:11,15 | 236   | 32.   | 4420        | 31.      |
| Andrejus Zadneprovskis | Férfi       | 172      | 1000     | 23.*     | 19-12    | 916   | 2.**  | 2:04,34 | 1308  | 6.    | 1:17,00  | 112      | 1088     | 12.      | 9:31,46  | 1116  | 1.    | 5428        |          |

* - egy másik versenyzővel azonos eredményt ért el

** - három másik versenyzővel azonos eredményt ért el

## Sportlövészet
Női
| Versenyző            | Versenyszám | Selejtező | Selejtező | Döntő   | Döntő    |
| Versenyző            | Versenyszám | Pont      | Helyezés  | Pont    | Helyezés |
| -------------------- | ----------- | --------- | --------- | ------- | -------- |
| Daina Gudzinevičiūtė | Trap        | 55        | 14.       | kiesett | kiesett  |

## Súlyemelés
Férfi
| Versenyző           | Versenyszám | Szakítás | Szakítás | Lökés    | Lökés    | Összesen | Helyezés |
| Versenyző           | Versenyszám | Eredmény | Helyezés | Eredmény | Helyezés | Összesen | Helyezés |
| ------------------- | ----------- | -------- | -------- | -------- | -------- | -------- | -------- |
| Ramūnas Vyšniauskas | 105 kg      | 187,5    | 7.       | 222,5    | 4.*      | 410,0    | 5.       |

* - két másik versenyzővel azonos eredményt ért el

## Úszás
Férfi
| Rolandas Gimbutis                                                              | 50 m gyors           | 22,59   | 1. | 21. | kiesett | kiesett | kiesett | kiesett | kiesett |         |         |         |
| Rolandas Gimbutis                                                              | 100 m gyors          | 48,85   | 1. | 2.* | 49,75   | 7.      | 14.     | kiesett | kiesett |         |         |         |
| Saulius Binevičius                                                             | 200 m gyors          | 1:50,50 | 2. | 21. | kiesett | kiesett | kiesett | kiesett | kiesett |         |         |         |
| Darius Grigalionis                                                             | 100 m hát            | 56,21   | 4. | 24. | kiesett | kiesett | kiesett | kiesett | kiesett |         |         |         |
| Pavel Suškov                                                                   | 200 m hát            | 2:03,54 | 5. | 26. | kiesett | kiesett | kiesett | kiesett | kiesett |         |         |         |
| Aurimas Valaitis                                                               | 100 m mell           | 1:04,11 | 4. | 38. | kiesett | kiesett | kiesett | kiesett | kiesett |         |         |         |
| Edvinas Dautartas                                                              | 200 m mell           | 2:23,12 | 5. | 44. | kiesett | kiesett | kiesett | kiesett | kiesett |         |         |         |
| Rimvydas Šalčius                                                               | 100 m pillangó       | 54,46   | 4. | 35. | kiesett | kiesett | kiesett | kiesett | kiesett |         |         |         |
| Paulius Andrijauskas                                                           | 200 m pillangó       | 2:04,64 | 5. | 30. | kiesett | kiesett | kiesett | kiesett | kiesett |         |         |         |
| Vytautas Janušaitis                                                            | 200 m vegyes         | 2:01,32 | 4. | 8.  | 2:00,57 | 3.      | 6.*     | 2:01,28 | 7.      |         |         |         |
| Vytautas Janušaitis                                                            | 400 m vegyes         | 4:26,30 | 5. | 27. |         |         |         | kiesett | kiesett | kiesett | kiesett | kiesett |
| Saulius Binevičius Rolandas Gimbutis Vytautas Janušaitis Paulius Viktoravičius | 4 × 100 m gyorsváltó | 3:19,28 | 6. | 11. |         |         |         | kiesett | kiesett |         |         |         |

* - egy másik versenyzővel azonos időt ért el

## Vitorlázás
Nyílt
| Versenyző      | Versenyszám | Futam | Futam | Futam | Futam | Futam | Futam | Futam | Futam | Futam | Futam | Futam | Pontszám | Helyezés |
| Versenyző      | Versenyszám | 1     | 2     | 3     | 4     | 5     | 6     | 7     | 8     | 9     | 10    | 11    | Pontszám | Helyezés |
| -------------- | ----------- | ----- | ----- | ----- | ----- | ----- | ----- | ----- | ----- | ----- | ----- | ----- | -------- | -------- |
| Giedrius Gužys | Laser       | 31    | 19    | 21    | 24    | 21    | 34    | 24    | 19    | 25    | 27    | 28    | 239      | 27.      |